# Racconti brevi di Roald Dahl

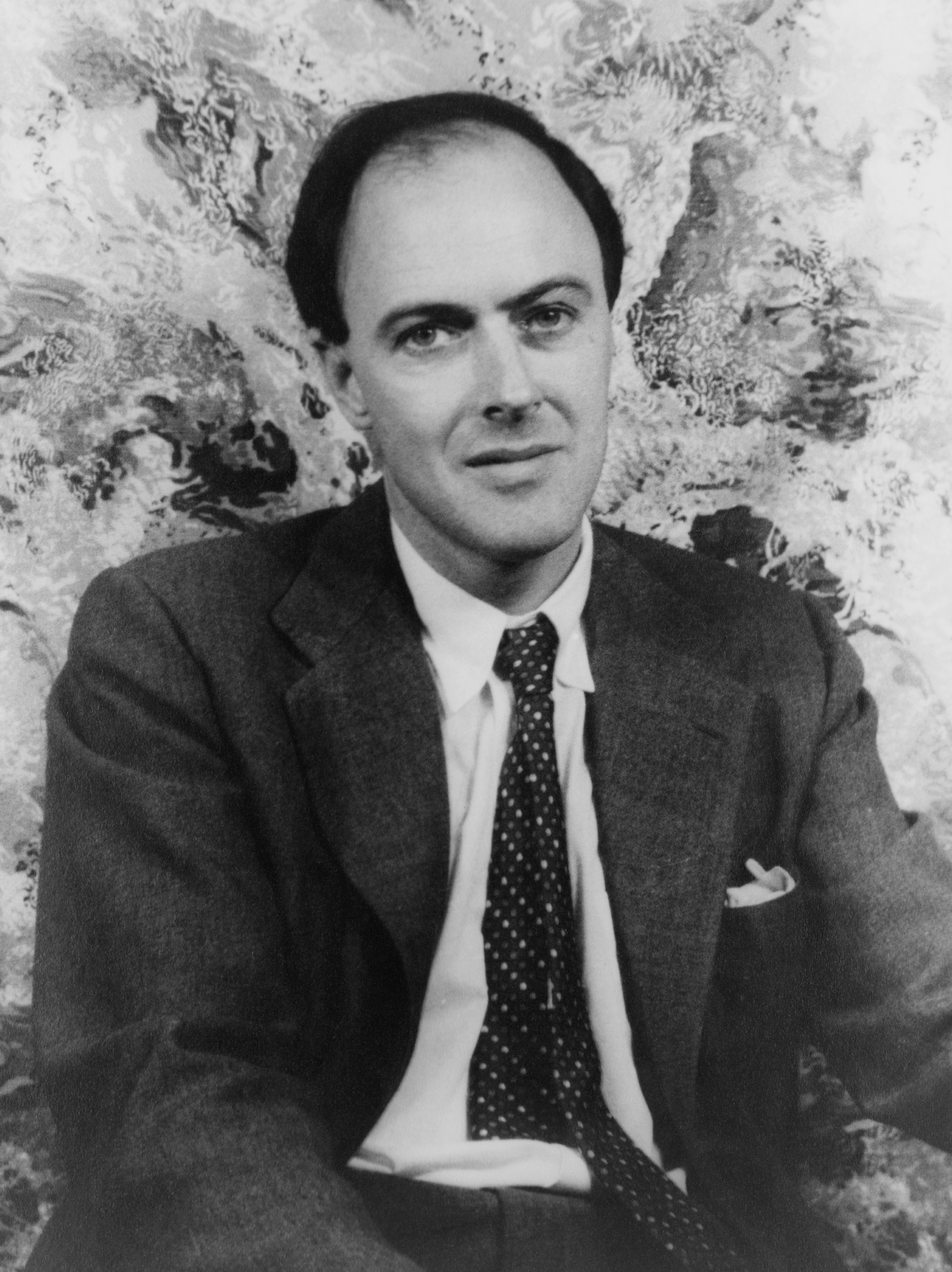
Roald Dahl

Di seguito sono riportati i titoli di tutti i racconti brevi di Roald Dahl in ordine alfabetico.
- A Connoisseur's Revenge – titolo alternativo per The Devious Bachelor
- Ah, dolce mistero della vita! (Ah, sweet mystery of Life)
- A Fine Son, pubblicato sul Playboy nel dicembre 1959
- A proposito di maiali (Pig)
- Attenti al cane (Beware of dog) – pubblicato originariamente sull’Harper nell'ottobre 1944
- Cagna (Bitch) – pubblicato originariamente sul Playboy nel luglio 1974
- Collector's item. titolo alternativo per La scommessa, pubblicato sul Collier il 4 settembre 1948
- Cosciotto d'agnello (Lamb to the slaughter), pubblicato sull'Harper nel settembre 1953
- Genesi e Catastrofe (Genesis and catastrophe: a true story)
- Georgy Porgy (Caro Padre)
- Going Up – titolo alternativo per L'ascesa al cielo
- Ieri era bello (Yesterday was beautiful)
- Il campione del mondo (The champion of the world), pubblicato originariamente sul The new yorker il 31 gennaio 1959
- Il cane di Claud (Claud's dog)
- Il comandone (Galloping Foxley), pubblicato originariamente sul Town & Country nel novembre 1953
- Il derattizzatore (The Ratcatcher)
- Il desiderio (The wish)
- Il diletto del pastore (Parson's Pleasure), pubblicato originariamente sull'Esquire nell'aprile 1958
- Il libraio che imbrogliò l'Inghilterra (The Bookseller), pubblicato sul Playboy nel gennaio 1986
- Il maggiordomo (the butler)
- Il passaggio (The hitchhiker), pubblicato originariamente sul The Atlantic Monthly nel giugno 1977
- Il soldato (The Soldier)
- Il signore dell'ombrello (The Umbrella man)
- In The Ruins
- l'affittacamere (The Landlady), pubblicato originariamente sul The New Yorker il 28 novembre 1959
- Katina, pubblicato sul Ladies Home Journal nel marzo 1944
- L'ascesa al cielo (The way to the heaven), pubblicato originariamente sul The New Yorker il 27 febbraio 1954
- La macchina dei suoni (The sound machine), pubblicato originariamente sul The New Yorker il 17 settembre 1949
- La scommessa (Man from the South)
- La scultura(Neck)
- Liszt (Edward the conqueror)
- Loro non invecchieranno (They shall not grow old)
- Lo scrittore automatico (The Great Automatic Grammatizator)
- L'ospite (The Visitor), pubblicato originariamente sul Playboy nel maggio 1965
- Lucky Break
- L'ultimo atto (The last act), pubblicato originariamente sul Playboy nel gennaio 1966
- Madame Rosette, pubblicato originariamente sul Harper nell'agosto 1945
- Mia dolce, mia colomba (My lady love, my dove)
- Morte di un uomo vecchissimo (Death of an older man), pubblicato originariamente sul Ladies Home Journal nel settembre 1945
- Mr. Botibol
- Mr. Feasey
- Mr. Hoddy
- Mrs. Bixby e la pelliccia del colonnello (Mrs. Bixby and the colonel's coat), pubblicato originariamente sul Nugget nel dicembre 1959
- Mrs. Mulligan
- Nunc dimittis titolo alternativo per The Devious Bachelor
- Palato (Taste), pubblicato originariamente sul Lady Home Journal nel marzo 1945
- Pappa reale (Royal Jelly)
- Pelle (Skin), pubblicato originariamente sul The New Yorker il 17 maggio 1952
- Princess and the Poacher
- Princess Mammalia
- Qualcuno come te (Someone Like you), pubblicato originariamente sul Town & Country nel novembre 1945
- Racconto Africano (An African Story)
- Rummins
- Sitting Pretty – titolo alternativo per Il Campione del Mondo
- Shot down over Libya, pubblicato sul Saturday Evening Post il 1º agosto 1942
- Smoked cheese
- Solo questo (Only This), pubblicato originariamente sul Ladies Home Journal nel settembre 1944
- The Boy who talked with animals
- The Butler
- The Devious Bachelor, pubblicato originariamente sul Collier il 4 settembre 1953
- The Mildenhall Treasure
- The Smoker – titolo alternativo per La scommessa
- The Swan
- The Sword
- The Upsidedown Mice
- The Wonderful Story of Henry Sugar
- Un gioco da ragazzi (A piece of cake); versione rivisitata del racconto Shot down over Libya, pubblicato nella prima raccolta di Dahl Over to You: Ten Stories of Flyers and Flying
- Uno come te (Someone Like You)
- Un piccolo tuffo (Dip in the pool), pubblicato sul The New Yorker il 19 gennaio 1952
- Veleno (Poison), collier, giugno 1950
- Vendetta per tutti, S. A. (Vengeance is Mine Inc.)
- William e Mary (William and Mary)